# Cremanthodium nanum
Cremanthodium nanum là một loài thực vật có hoa trong họ Cúc. Loài này được (Decne.) W.W.Sm. mô tả khoa học đầu tiên năm 1924.